# Гетеборзький кафедральний собор
57°42′16″ пн. ш. 11°57′55″ сх. д. / 57.704444444444° пн. ш. 11.965277777778° сх. д.
Гетеборзький кафедральний собор (швед. Göteborgs domkyrka або Gustavi domkyrka) — головний собор Гетеборга, розташований в центрі міста.

## Історія
Сьогоднішній собор — вже третя будівля, побудована на цьому місці. Перша будівля була урочисто освячена 1633 року на честь короля Густава II Адольфа, який загинув роком раніше у битві біля Люцене. 1665 року була створена єпархія Гетеборга і церква стала кафедральним собором.

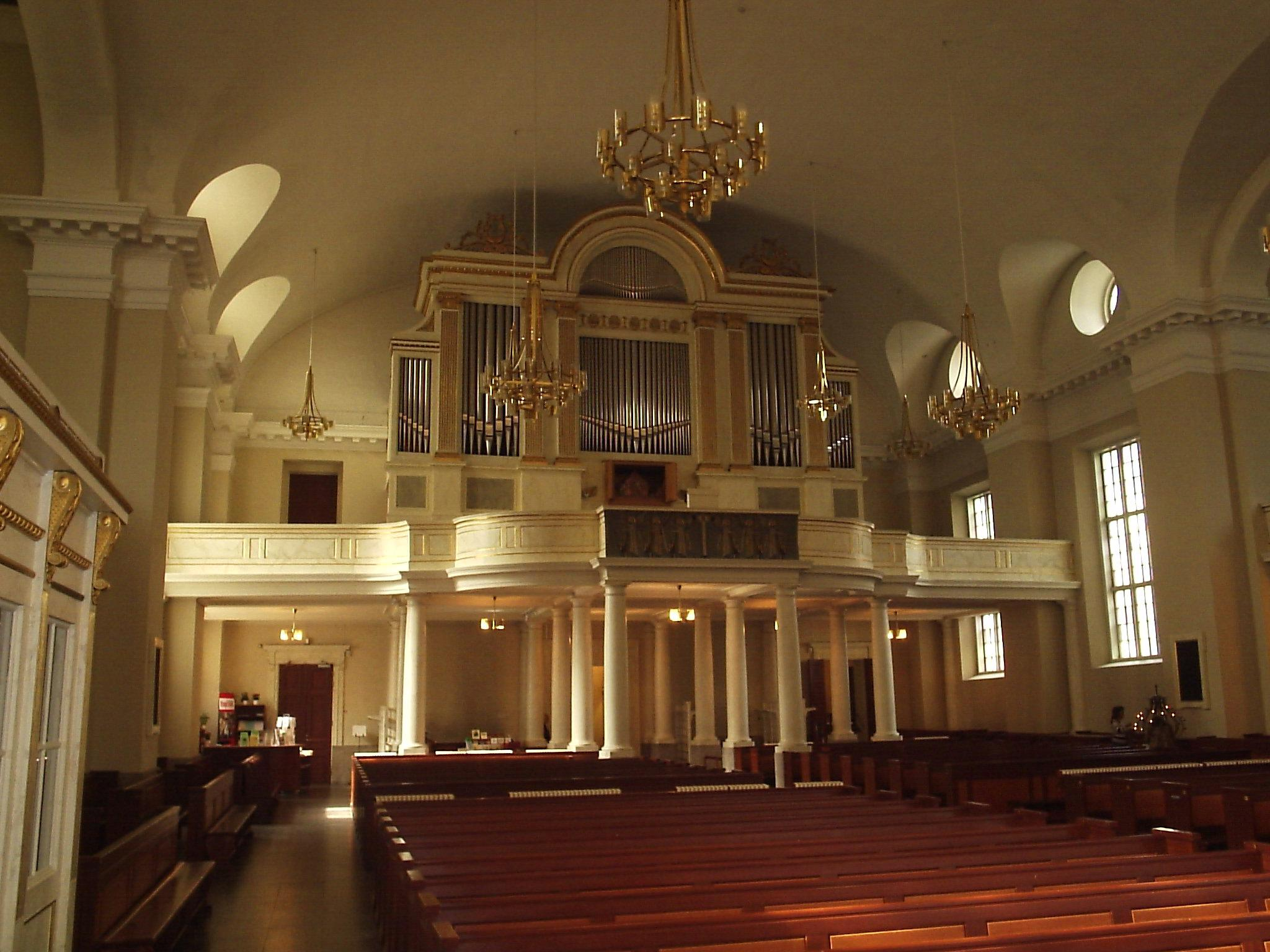
Інтер'єр собору

Після того, як давніші будівлі були знищені пожежами, 1804 року почалося нове будівництво. При будівництві був частково використаний фундамент колишніх будов, хоча не всі частини сучасного собору відповідають старим планам. Проект будівництва був розроблений архітектором Карлом Вільгельмом Карлбергом. Проте він помер за рік до освячення, тож будівництво було закінчено його учнем Юстусом Ф. Вейнбергом. Однак на момент освячення (21 травня 1815 року) роботи ще не були завершені. Вежа була урочисто відкрита лише через 10 років, а ще через 2 роки будівництво було врешті завершено.
Будівля створена в стилі класицизму. В інтер'єрі переважає білий колір. Кафедра в стилі ампір створена А. М. Фалькранцем.
Собор реставрувався тричі: 1904 року, в 1954–1957 роках і в 1983–1985 роках.
Будівля оточена парком, розташованим на місці старого цвинтаря.